# Stunlock Studios
Stunlock Studios est un studio suédois de développement de jeu vidéo, fondé en 2010 à Skövde. Depuis 2021, l'entreprise chinoise Tencent détient la majorité des parts de l'entreprise.

## Ludographie
| Titre               | Date de sortie | Plates-formes     |
| ------------------- | -------------- | ----------------- |
| Bloodline Champions | 2011           | Microsoft Windows |
| Battlerite          | 2017           | Microsoft Windows |
| Battlerite Royale   | 2018           | Microsoft Windows |
| V Rising            | 2022           | Microsoft Windows |